# Pycnophallium odon
Pycnophallium odon är en fjärilsart som beskrevs av Hans Fruhstorfer 1918. Pycnophallium odon ingår i släktet Pycnophallium och familjen juvelvingar. Inga underarter finns listade.